# Allison J33
Il General Electric/Allison J33 era un motore aeronautico turbogetto con compressore centrifugo sviluppato dalla statunitense General Electric negli anni quaranta.
Fu sviluppato a partire dal motore Rolls-Royce Derwent di Frank Whittle, maggiorandolo in modo da fornire una spinta compresa tra 18 e 20,4 kN con la possibilità di una extra potenza fino a 24 kN a bassa quota utilizzando l'iniezione di una miscela di acqua ed alcol.

## Storia

### Sviluppo
Il J33 fu originariamente sviluppato dalla General Electric sulla base della collaborazione con Whittle durante la seconda guerra mondiale. Il primo motore era noto come I-A, ma dopo le sostanziali modifiche per adattarlo alla produzione negli Stati Uniti e per aumentarne la spinta, nel 1942 gli fu cambiato nome in I-16 in riferimento alla spinta di 1600 lbf. Il motore in produzione assunse il nome di J31 nel momento in cui la United States Army Air Forces introdusse una nomenclatura standard per tutti i suoi progetti di motori.
Insieme all'I-16, la GE iniziò a lavorare su una versione maggiorata nota come I-40 che, come lasciava presagire il nome, avrebbe dovuto erogare 4000 libbre di spinta (18 kN). Il ciclo di sviluppo fu molto rapido. La prima fase di progettazione iniziò alla metà del 1943 mentre il prototipo fu provato al banco il 13 gennaio del 1944.
In quel periodo la Lockheed era impegnata con il progetto dell'XP-80 e si pensava di equipaggiarlo con una versione prodotta negli Stati Uniti dell'Halford H-1 da 13 kN di spinta. La produzione dell'H-1 era in forte ritardo e, dal momento che l'I-40 prometteva un sostanzioso incremento di prestazioni, il progetto venne modificato per permettere l'installazione dell'I-40 sui prototipi.
L'I-40 divenne importante per i piani dell'USAAF quando al P-59 Airacomet motorizzato con l'I-16 venne preferito il P-80 motorizzato dall'I-40 come primo aereo da caccia a getto in produzione per gli Stati Uniti. Nel 1945 la licenza per la produzione del motore non venne data alla General Electric ma alla Allison che, avendo lavorato a grandi commesse governative durante il conflitto mondiale, aveva la capacità di produrre grandi quantità in minor tempo e costi.
Quando le linee produttive vennero chiuse, la Allison aveva costruito più di 6600 J33, e la General Electric altri 300 (per lo più i primi della serie).

### Tecnica
Il J-33 era composto da un compressore centrifugo a singolo stadio che comprimeva l'aria in quattordici camere di combustione. La turbina assiale a singolo stadio a valle delle camere di combustione forniva l'energia per il movimento del compressore. In questo motore i tre quarti dell'energia a disposizione venivano usati per muovere il compressore mentre solo il rimanente quarto rimaneva a disposizione per generare una spinta.

## Versioni

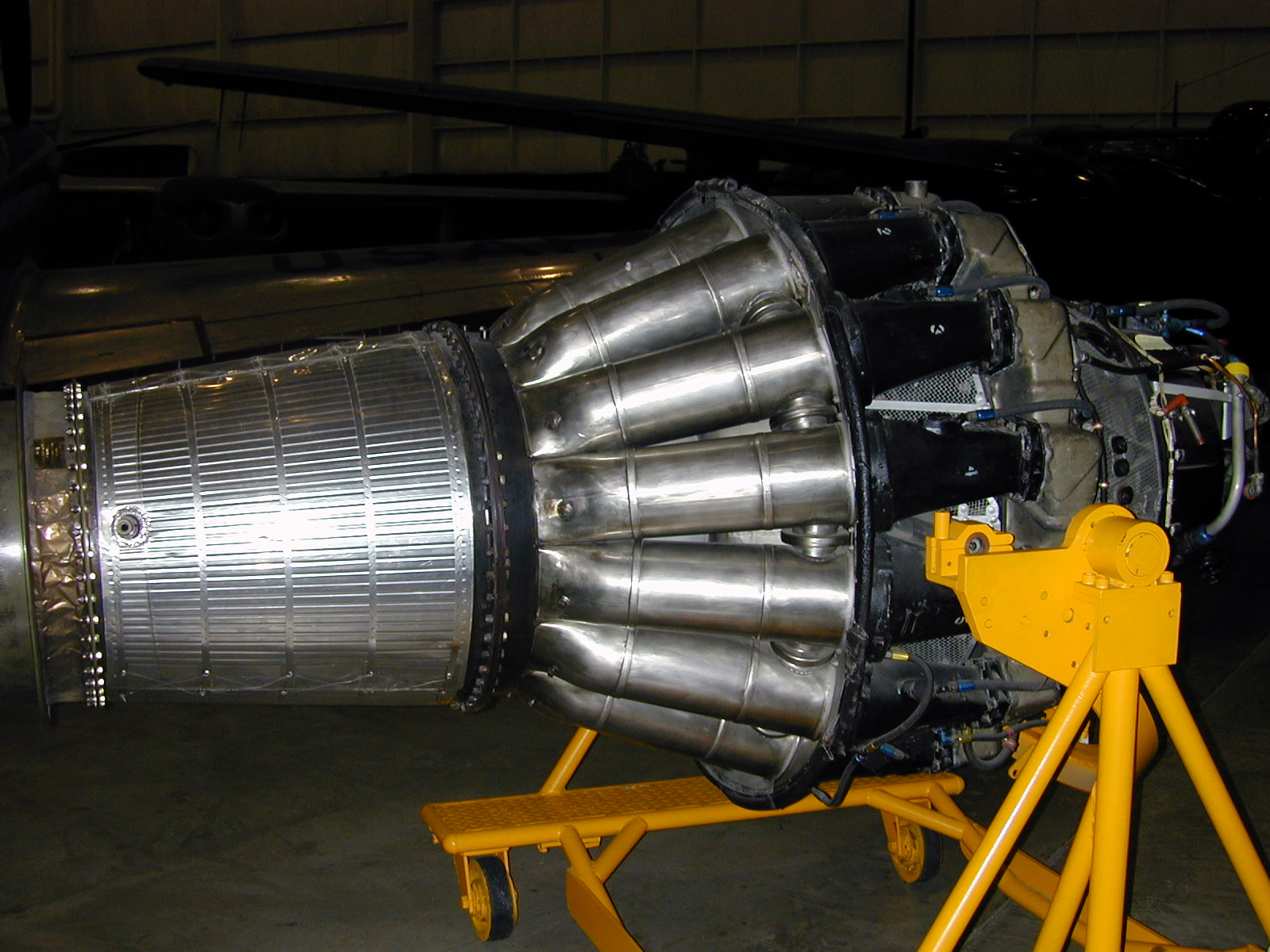
Allison J33

- J33-A-6 Installato sul Grumman XF9F-1 da 17,80 kN (4 000 lbf) di spinta
- J33-A-8 Grumman F9F-3 20,46 kN (4 600 lbf)
- J33-A-9, -9A, 9B Lockheed P/YP/XFP-80A 17 kN (3 825 lbf)
- J33-A-10 North American AJ-1, -1P, -2, -2P 20,46 kN (4 600 lbf)
- J33-A-16 Grumman F9F-4, Convair XF-92A 27,80 kN (6 250 lbf)
- J33-A-16A Grumman F9F-7 28,24 kN (6 350 lbf), 30,91 kN (6 950 lbf) con iniezione di acqua e metanolo
- J33-A-17 Lockheed P-80A/B, XP-80R 17,01 kN (3 825 lbf)
- J33-A-17A Lockheed P-80A/B 17,01 kN (3 825 lbf) 20 kN (4 500 lbf)
- J33-A-18A BQM-6C, RGM-6A/B (droni bersaglio) 20,46 kN (4 600 lbf)
- J33-A-19 North American XAJ-2 20,46 kN (4 600 lbf)
- J33-A-21 Lockheed P-80B, Convair XF-92 17,01 kN (3 825 lbf), 20 kN (4 500 lbf)
- J33-A-23 Lockheed P-80C, QF-80C, RF-80C, Convair XF-92A, Lockheed SeaStar TV-1/-2, T2V 20,5 kN (4 600 lbf), 24 kN (5 400 lbf)
- J33-A-25 Lockheed RF-80A 23,35 kN (5 250 lbf), 27,58 kN (6 200 lbf)
- J33-A-29 Convair XF-92A 24,91 kN (5 600 lbf), 33,36 kN (7 500 lbf)
- J33-A-31 XSSM-A-3 20,46 kN (4 600 lbf)
- J33-A-33, -33A Lockheed F-94A/B, YF-94D 20,46 kN (4 600 lbf), 26,7 kN (6 000 lbf)
- J33-A-35 Lockheed P-80C, RF-80C, Lockheed SeaStar T2V 20,46 kN (4 600 lbf), 24,0 kN (5 400 lbf)
- J33-A-37 MGM-1/-1A/-1B/-1C 20,46 kN (4 600 lbf)
- J33-A-41 MGM-13A/B/C 23,35 kN (5 250 lbf)
- J33-GE-11, -11A, -11B Prodotto dalla General Electric ed installato su Lockheed P-80A, RF-80A 17 kN (3 825 lbf)

Fonte dei dati

## Velivoli utilizzatori
Stati Uniti
- Bell XP-83
- Convair XF-92
- Lockheed P-80 Shooting Star
- Lockheed T-33 Shooting Star
- Lockheed T2V/T-1 SeaStar
- Lockheed F-94A/B Starfire
- MGM-1 Matador
- MGM-13 Mace